# Maître de Gilbert de Brederode

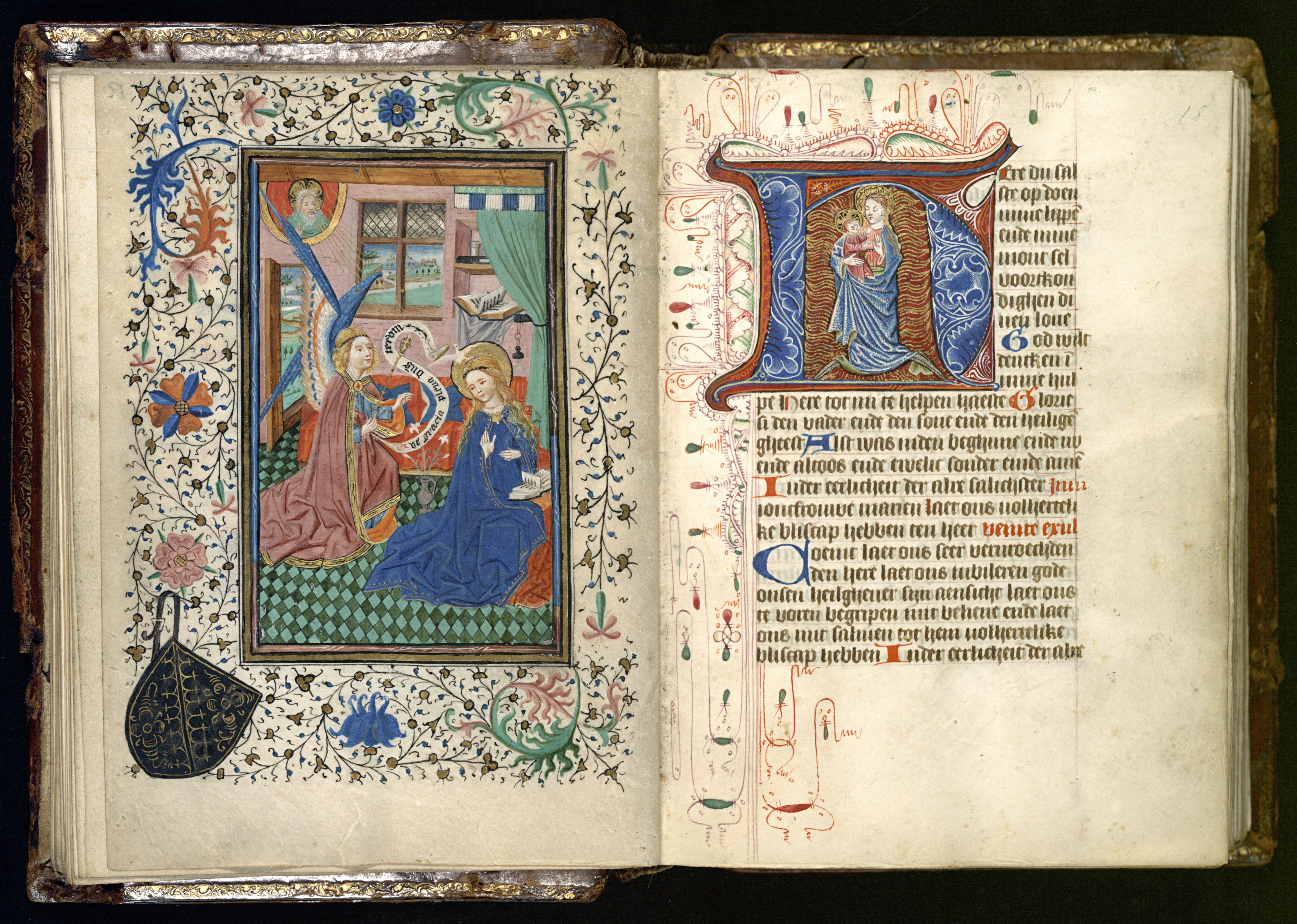
Exemple du travail du maître de Gilbert de Brederode. Psautier-Livre d'Heures fol. 17v avec l'Annonciation, et à sa droite 18r.

Le Maître de Gilbert de Brederode (Meester van Gijsbrecht van Brederode) est un enlumineur anonyme de la fin du Moyen Âge actif dans la ville d'Utrecht entre 1460 et 1470. Il s'agit peut-être d'un assistant du Maître d'Evert Zoudenbalch.

## Éléments biographiques
Entre 1465 et 1470, cet artiste a réalisé presque toutes les miniatures d'un livre d'heures pour Gilbert de Brederode, doyen de la cathédrale d'Utrecht (bibliothèque universitaire de Liège) ; son nom de convention en est dérivé. Il était autrefois nommé Maître Zenobius ou principal assistant du maître Zeno, ce dernier étant dénommé par ailleurs Maître d'Evert Zoudenbalch. De plus, son travail est connu à partir d'environ 9 autres livres d'heures. Il a également contribué à la réalisation d'une bible pour Evert Zoudenbalch avec le maître du même nom. Il réutilise avec ce dernier des modèles de Jan van Eyck provenant probablement de son passage à la cour de Hollande. Le Maître de Yolande de Lalaing a été son élève.

## Œuvres attribuées
- Psautier-livre d'heures de la famille Bout, 1453, 5 miniatures dont 1 du maître (Annonciation), en collaboration avec les Maîtres de la Bible de Haarlem (1 miniature et 6 lettrines historiées), 2 miniatures par le Maître d'Otto van Moerdrecht et 1 par un maître anonyme, Bibliothèque royale (Pays-Bas), 79K11[2]
- Livre d'heures, vers 1460, en collaboration avec le Maître du Passionnaire de Londres (nl), Bibliothèques de l'université de Liège, Ms. Wittert 34[3]
- Livre d'heures, 1 miniatures pleine page du Maître d'Evert Zoudenbalch et les autres décorations (lettrines et marges) par le Maître, Getty Center, Ms. Ludwig IX 10[4]
- Livre d'heures, vers 1460, Musée du couvent Sainte-Catherine, ABM h12b[5]
- Livre de prières, vers 1460, Bibliothèque de l'Université d'Utrecht, Ms 15.C.5
- Bible et autres textes historiques compilés, en 2 volumes, destinée à Evert Zoudenbalch (nl), 244 miniatures et 33 lettrines historiées, dont 1 miniature du maître (Cod.2772 f.10) en collaboration avec le Maître d'Evert Zoudenbalch et 4 autres enlumineurs anonymes, après 1460, Bibliothèque nationale d'Autriche, Cod. 2771–2
- Livre d'heures, 1460-1465, 3 miniatures en collaboration avec Antonis Rogiersz. Uten Broec (nl) (1 miniature), Cleveland Museum of Art, 1998.124[6]
- Livre d'heures, 1460-1470, avec des ajouts vers 1510 de miniatures par le Maître aux yeux noirs, Bibliotheca Hermetica Philosophica, Amsterdam, BPH151
- Livre d'heures, 1465-1470, Fitzwilliam Museum Cambridge, Ms McClean 94[7]
- Livre d'heures, 1465-1470, passé en vente chez Jörn Günther Antiquariat (Catalogue 8, 2006, n°24)
- Livre d'heures, 1465-1470, en collaboration avec le Maître d'Evert Zoudenbalch, Bibliothèques de l'université de Liège, Ms. Wittert 13[8]
- Livre d'heures à l'usage d'Utrecht, 5 miniatures, bibliothèque John J. Burns du Boston College, Ms.1986.093[9]